# Brian Lashoff
Brian Lashoff, född 16 juli 1990 i Albany, New York, är en amerikansk professionell ishockeyspelare som tillhör NHL-laget Tampa Bay Lightning och spelar utlånad till Grand Rapids Griffins i AHL.
Han har tidigare spelat på NHL-nivå för Detroit Red Wings.
Han deltog i JVM 2010 i Kanada, där laget lyckades ta guld efter finalvinst mot Kanada.
Brian Lashoff är yngre bror till ishockeyspelaren Matt Lashoff, som spelar för schweiziska ZSC Lions.